# St. Joseph (Tannenberg)

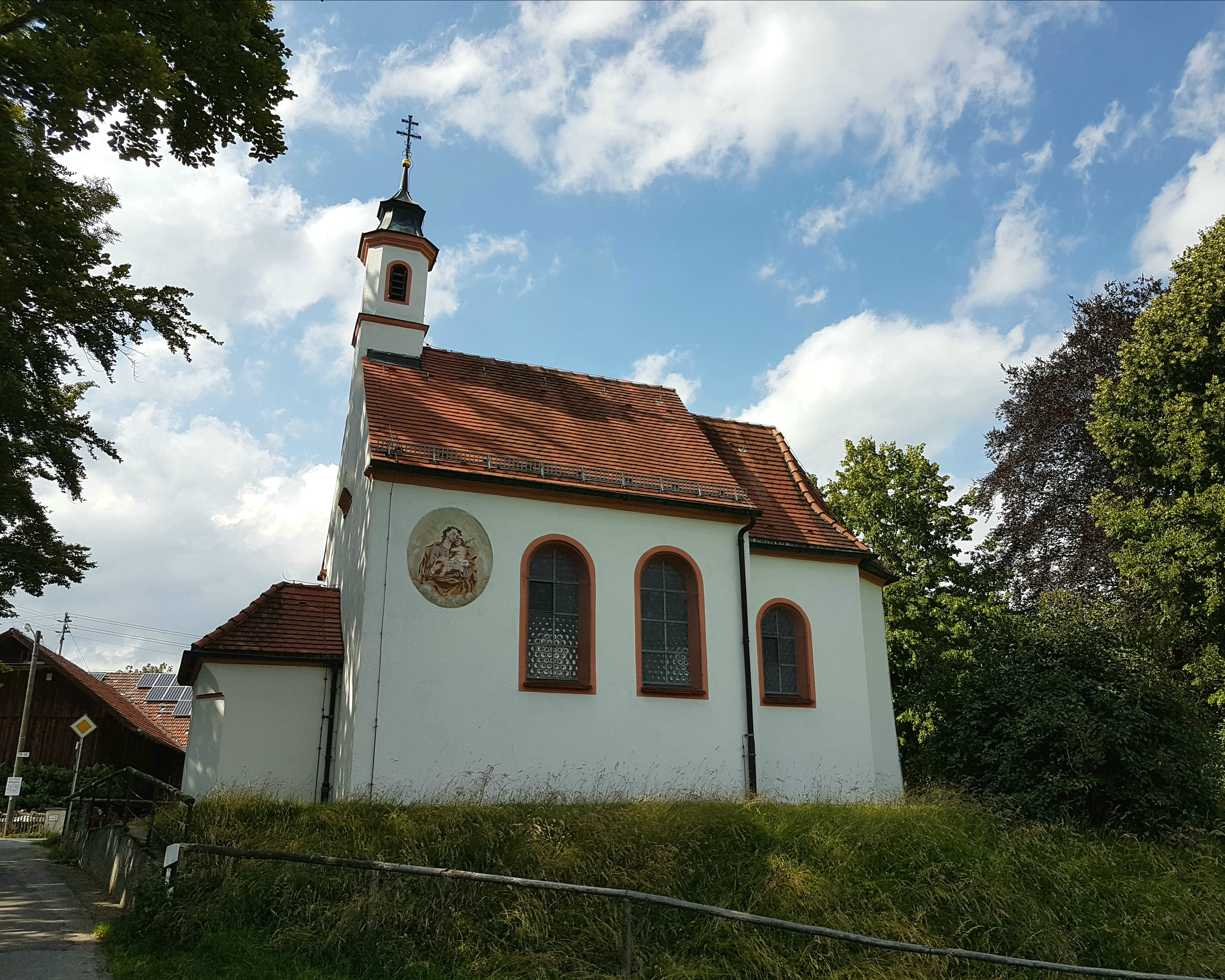
Kapelle St. Joseph

Die Kapelle St. Joseph ist ein Rokoko-Sakralbau von 1774 in Tannenberg, einem Gemeindeteil von Burggen (Landkreis Weilheim-Schongau) im Auerbergland.

## Beschreibung

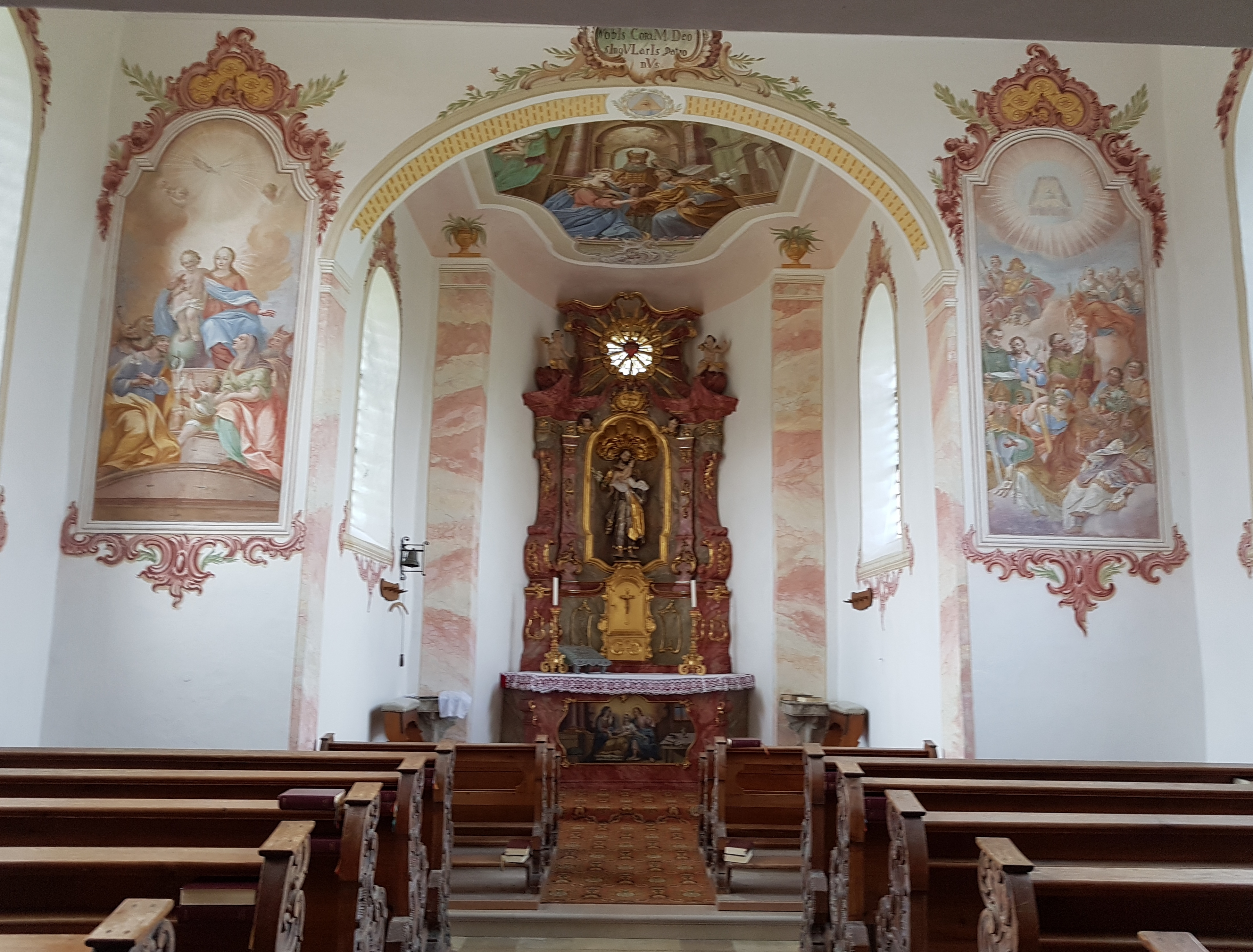
Innenraum

Die am südlichen Ortsrand befindliche stattliche Kapelle wurde 1774 im Stil des Spätrokoko neu errichtet. Das denkmalgeschützte Bauwerk besteht aus einem zweieinhalbjochigen Langhaus und einem einjochigen Chor mit elliptischer Apsis. Im Westen sitzt ein kleiner Dachreiter auf.
Das Innere ist flachgewölbt und wird von umfangreichen Fresken an Decken und Wänden bestimmt, die von illusionistisch gemalten Stuckaturen gerahmt werden. Der Freskenschmuck wurde von Franz X. Bernhardt aus Eggenthal angefertigt. Der Choraltar mit einer Josephsfigur stammt von 1774, am Antependium das Gemälde des Tod Josephs. Das Deckenfresko zeigt die Verlobung Mariens, das im Langhaus Hl. Joseph als Patron Tannenbergs. Über den Seitenaltarmensen die Wandgemälde Heilige Sippe (links) und Vierzehn Nothelfer (rechts). Die neubarocken Fresken (1939, Georg Kuttruff) an der Emporenbrüstung stellen Szenen aus dem Leben des Kapellenpatrons dar. Zwischen den Fenstern stehen auf Konsolen die spätbarocken Heiligenfiguren Leonhard und Florian aus dem 18. Jahrhundert.